# Dauberval (acteur)
Pour l’article homonyme, voir Dauberval.
Dauberval (nom de scène d'Étienne-Dominique Bercher) est un comédien français, sociétaire de la Comédie-Française. Il est né le 9 janvier 1725 à Paris et est mort le 5 août 1800 à Poinchy.

## Biographie
Fils d'un marchand, Dauberval débute à la Comédie-Française en 1760 et est reçu  sociétaire en 1762. Il se spécialise dans les rôles de confidents dans les tragédies et de raisonneurs dans les comédies. 
Il prend sa retraite le 1er juillet 1780 et bénéficie alors d'une pension accordée par le roi.
Il est le père de Jean Bercher dit Dauberval, célèbre danseur et chorégraphe.

## Carrière à la Comédie-Française
Entrée en 1760
Nommé 148e sociétaire en 1762
Départ en 1780 (retraite)
Liste non exhaustive : 
- 1760 : Zaïre de Voltaire : Nérestan
- 1760 : Iphigénie de Jean Racine : Arcas
- 1760 : Le Préjugé à la mode de Pierre-Claude Nivelle de La Chaussée
- 1760 : Le Café ou l'Écossaise de Voltaire : Le messager d'État
- 1765 : Le Menteur de Pierre Corneille : Philiste
- 1765 : Le Légataire universel de Jean-François Regnard : Monsieur Scrupule
- 1765 : Tartuffe de Molière : Damis, puis Cléante
- 1765 : Andromaque de Jean Racine : Pylade
- 1765 : Le Tuteur dupé de Jean-François Cailhava de L'Estandoux : Le notaire
- 1765 : Cinna de Pierre Corneille : Euphorbe
- 1765 : Phèdre de Jean Racine : Théramène
- 1765 : Le Mercure galant ou la Comédie sans titre d'Edme Boursault : Michaut
- 1765 : Zaïre de Voltaire : Corasmin
- 1765 : Le Joueur de Jean-François Regnard : Dorante
- 1765 : Mithridate de Jean Racine : Arbate
- 1765 : L'Avare de Molière : Valère
- 1765 : Les Précieuses ridicules de Molière : La Grange
- 1765 : Le Philosophe sans le savoir de Michel-Jean Sedaine : Le président (le gendre)
- 1765 : Le Médecin malgré lui de Molière : Valère
- 1765 : L'École des femmes de Molière : Oronte
- 1765 : L'École des maris de Molière : Ariste
- 1765 : Les Fourberies de Scapin de Molière : Octave
- 1766 : Horace de Pierre Corneille : Valère
- 1766 : Le Festin de pierre de Thomas Corneille d'après Molière : Gusman
- 1766 : Mahomet de Voltaire : Omar
- 1766 : Héraclius de Pierre Corneille : Amintas
- 1766 : Le Misanthrope de Molière : Oronte
- 1766 : Amphitryon de Molière : Naucratès
- 1766 : Rodogune de Pierre Corneille : Timagène
- 1766 : Britannicus de Jean Racine : Narcisse
- 1766 : Le Mariage forcé de Molière : Géronimo
- 1766 : L'Orphelin de la Chine de Voltaire : Octar
- 1766 : Les Femmes savantes de Molière : Ariste
- 1766 : Guillaume Tell d'Antoine-Marin Lemierre : Gessler
- 1767 : Le Cid de Pierre Corneille : Le comte
- 1767 : Démocrite amoureux de Jean-François Regnard : Agélas
- 1767 : Le Comte d'Essex de Thomas Corneille : Salsbury
- 1767 : Inès de Castro d'Antoine Houdar de La Motte : L'ambassadeur
- 1767 : Mérope de Voltaire : Narbas ; Euriclès
- 1767 : Zaïre de Voltaire : Châtillon
- 1767 : Bérénice de Jean Racine : Paulin (3 fois en 1767)
- 1767 : Le Méchant de Jean-Baptiste Gresset : Ariste
- 1767 : Les Scythes de Voltaire : Sozanne
- 1767 : Athalie de Jean Racine : Mathan
- 1767 : Le Chevalier à la mode de Dancourt : Migaut
- 1767 : L'Homme à bonnes fortunes de Michel Baron : Eraste
- 1767 : L'Enfant prodigue de Voltaire : Euphémon père
- 1767 : Monsieur de Pourceaugnac de Molière : Un médecin et un suisse
- 1768 : Les Valets maîtres de la maison de Marc-Antoine-Jacques Rochon de Chabannes : La Fleur
- 1768 : Gustave Wasa d'Alexis Piron : Casimir
- 1768 : Crispin rival de son maître d'Alain-René Lesage : Valère
- 1768 : Le Bourgeois gentilhomme de Molière : Le maître de musique
- 1768 : Bajazet de Jean Racine : Osmin
- 1768 : Sémiramis de Voltaire : Assur
- 1769 : Le Bourgeois gentilhomme de Molière : Dorante
- 1769 : Polyeucte de Pierre Corneille : Néarque
- 1769 : Hamlet de Jean-François Ducis d'après William Shakespeare : Norceste
- 1769 : Électre de Prosper Jolyot de Crébillon : Arcas
- 1770 : Le Malade imaginaire de Molière : Béralde
- 1770 : Les Scythes de Voltaire : Hircan
- 1770 : Le Marchand de Smyrne de Sébastien-Roch Nicolas de Chamfort : Dornal
- 1770 : Le Légataire universel de Jean-François Regnard : Eraste
- 1770 : Le Malade imaginaire de Molière : Damis
- 1770 : Le Misanthrope de Molière : Clitandre
- 1770 : Athalie de Jean Racine : Ismaël
- 1770 :  L'École des bourgeois de Léonor Soulas d'Allainval : Le comte
- 1771 : Don Japhet d'Arménie de Paul Scarron : Don Alvare
- 1771 : Nicomède de Pierre Corneille : Flaminius
- 1772 : Roméo et Juliette de Jean-François Ducis d'après William Shakespeare : Albéric
- 1772 : Andromaque de Jean Racine : Phoenix
- 1772 : Sertorius de Pierre Corneille : Aufide
- 1773 : Le Centenaire de Molière de Jean-Baptiste Artaud : Trissotin
- 1773 : Sganarelle ou le Cocu imaginaire de Molière : Le parent
- 1774 : Sophonisbe de Voltaire : Actor
- 1774 : Adélaïde de Hongrie de Claude-Joseph Dorat : Un officier
- 1774 : La Partie de chasse de Henri IV de Charles Collé : Conchiny
- 1777 : Mustapha et Zéangir de Sébastien-Roch Nicolas de Chamfort : Achmet
- 1778 : Les Barmécides de Jean-François de La Harpe : Nasser
- 1778 : Œdipe chez Admète de Jean-François Ducis : Phénix